# Список кантри-хитов № 1 2022 года (Billboard)

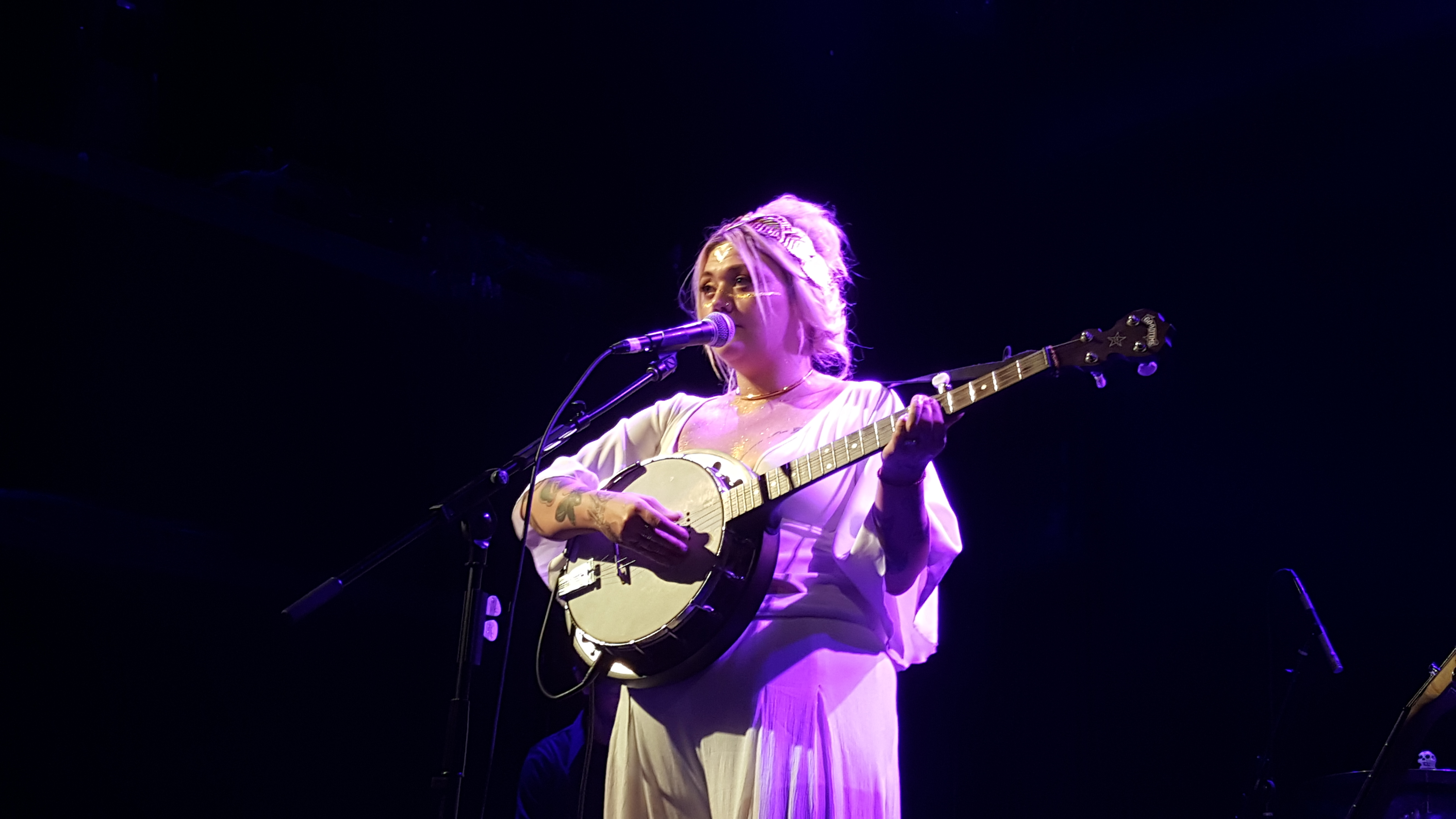
Эль Кинг совместно с Мирандой Ламберт лидировали с песней «Drunk (And I Don't Wanna Go Home)».

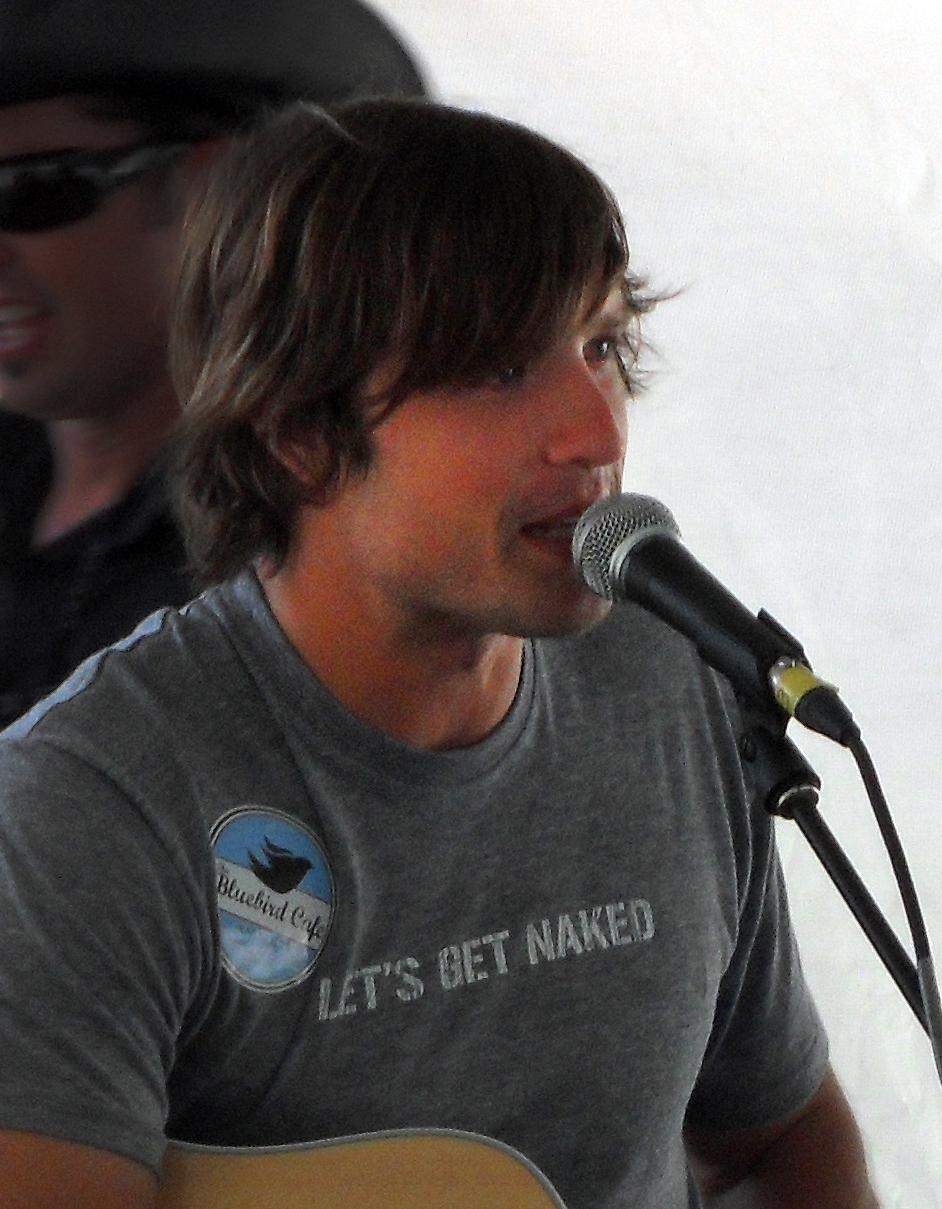
Уокер Хейз лидировал со своим хитом «Fancy Like»

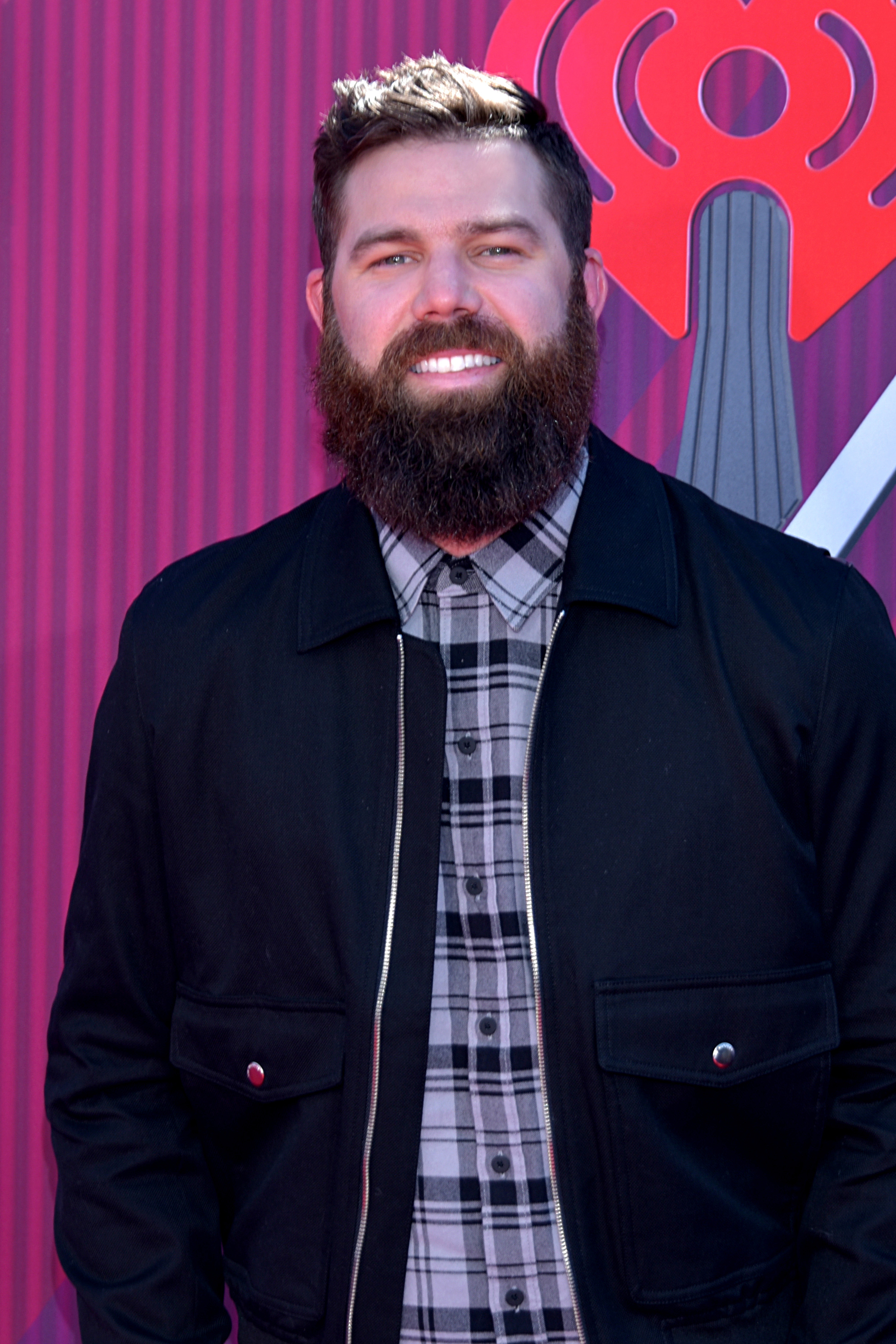
Дэвис, Джордан с песней «Buy Dirt» (при участии Люка Брайана) лидировал сразу в двух чартах: Hot Country Songs и Country Airplay.

Список кантри-хитов № 1 2022 года включает самые популярные песни жанра кантри-музыки, которые возглавляли американский хит-парад Hot Country Songs журнала Billboard в 2022 году (данные стали известны заранее, так как публикуются на неделю вперёд).
При составлении Hot Country Songs учитываются цифровые загрузки, стриминг, и радиоэфирные ротации не только кантри-радио, но от радиостанций всех форматов по методике введённой в 2012 году. В радиочарте Country Airplay, который был введён в 2012 году, учитываются только ротации песен и только на кантри-радиостанциях, то есть та методика, что применялась с 1990 до 2012 года при составлении Hot Country Songs.
Начиная с чартов Billboard от 12 ноября, все рейтинги, включая Country Airplay, которые отражают радио эфир (по аудитории и/или воспроизведению) в США и Канаде, будут основываться на данных из Mediabase, поскольку Luminate упраздняет платформу BDS. Billboard и Mediabase сохранят текущие правила и методологии составления чартов, а данные Luminate о потоковом вещании и продажах будут продолжать использоваться для других измерений рейтинга. После этого изменения Billboard продолжит включать в список все текущие репортерские станции, которые также контролируются Mediabase для чартов Billboard, в то время как Billboard и Mediabase намерены добавить дополнительные репортеры в будущем. При этом 145 из 148 текущих радиостанций-репортеров чарта Country Airplay на основе BDS будут участвовать в опросе, отслеживаемом Mediabase. Чарты эфира (основанные на аудитории и/или воспроизведениях), составленные в понедельник, 7 ноября (датированные 12 ноября), станут первыми, в которых будут использоваться данные Mediabase.

## История
- 15 января чарт Hot Country Songs снова возглавил сингл «Fancy Like» певца Уокера Хейза (его первый чарттоппер и 23-я неделя во главе чарта)[6].
- 22 января чарт Country Airplay возглавил сингл «Whiskey and Rain» певца Майкла Рэя[англ.], повторив рекорд в 65 недель по длительности восхождения на вершину, установленный в июне 2020 году синглом «After a Few» певца Travis Denning[7][8].
- 29 января чарт Hot Country Songs возглавил сингл «Buy Dirt» кантри-певца Джордана Дэвиса[англ.] при участии Люка Брайана, их 1-й и 12-й чарттопперы. Песня также одновременно возглавила Country Airplay (3-й и 26-й их чарттопперы, соответственно)[9].
- 12 февраля 2022 года чарт Country Airplay возглавил сингл «You Should Probably Leave» певца Криса Стэплтона, его второй чарттоппер[10].
- 19 февраля 2022 года хит-парад Hot Country Songs возглавил сингл «You Should Probably Leave» певца Криса Стэплтона, его третий чарттоппер. Чарт Country Airplay возглавил сингл «Freedom Was a Highway» в исполнении дуэта Джимми Аллена (его 3-й чарттоппер) и Брэда Пейсли (его 20-й чарттоппер)[11].
- 26 февраля 2022 года хит-парад Hot Country Songs возглавил сингл «Til You Can’t» певца Коди Джонсона, его первый чарттоппер. Чарт Country Airplay возглавил сингл «Sand in My Boots» в исполнении Моргана Уоллена, его 5-й чарттоппер после «Up Down» (1 неделя на № 1, июнь 2018), «Whiskey Glasses» (3, июнь 2019), «Chasin’ You» (1, май 2020), «More Than My Hometown» (1, ноябрь 2020)[12].
- 5 марта 2022 года хит-парад Country Airplay возглавил сингл «One Mississippi» в исполнении Кейна Брауна, его 7-й чарттоппер после «What Ifs» (1 неделя на № 1, октябрь 2017), «Heaven» (2, май 2018), «Lose It» (2, декабрь 2018), «Good As You» (1, июнь 2019), «Homesick» (2, март 2020), «Famous Friends» (1, июль 2021)[13].
- 12 марта хит-парад Country Airplay возглавил сингл «Half of My Hometown» в исполнении Келси Баллерини при участии Кенни Чесни, её пятый и его 32-й рекордный чарттопперы[14]. 26 марта сингл «Til You Can’t» певца Коди Джонсона впервые возглавил Country Airplay[15].
- 9 апреля хит-парад Country Airplay возглавил сингл «23» в исполнении Сэма Ханта, его девятый чарттоппер[16].
- 16 апреля хит-парад Country Airplay возглавил сингл «Drunk (And I Don’t Wanna Go Home)» дуэта Эль Кинг и Миранда Ламберт. Для Кинг это второй чарттоппер (после участия в хите «Different for Girls» Диркса Бентли в 2016 году), а для Ламберт её 7-й хит номер один (после «Bluebird» в 2020 году). Сингл стал первым хитом от коллаборации двух женщин-солисток на первом месте Country Airplay впервые за 29 лет, когда в ноябре 1993 года лидировали Риба Макинтайр и Linda Davis с песней «Does He Love You»[17][18].
- 23 апреля хит-парад Country Airplay возглавила песня «Beers on Me» в исполнении трио из Диркса Бентли (его 18-й чарттоппер), Breland (1-й) и Hardy (2-й)[19].
- 30 апреля на первом месте хит-парада Hot Country Songs дебютировала песня «Don’t Think Jesus» певца Моргана Уоллена, его 4-й кантри-чарттоппер после «Whiskey Glasses» (2 недели на № 1 в мае 2019 года), «7 Summers» (1, август 2020) и «Wasted On You» (1, январь 2021). Песня «Don’t Think Jesus» также стала рекордным в истории чарта Hot Country Songs (с 1958 года) третьим дебютом сразу на его вершине (теперь Уоллен опережает Тейлор Свифт, у которой было два старта на № 1: «All Too Well (Taylor’s Version)» в ноябре 2021 и «Love Story (Taylor’s Version)» в феврале 2021 года)[20][21].
- 14 мая хит-парад Country Airplay возглавил сингл «Never Wanted To Be That Girl» дуэта Карли Пирс и Эшли Макбрайд, их 3-й и 1-й чарттопперы, соответственно[22].
- 21 мая на первом месте хит-парада Hot Country Songs дебютировала песня «Thought You Should Know» певца Моргана Уоллена, посвящённая его матери Лесли и вышедшая ко Дню матери (в США в 2022 году отмечается 8 мая). Это его 5-й кантри-чарттоппер и 4-й сразу оказавшийся на вершине чарта. За всю историю кантри-чарта с 1958 года лишь 12 песен имели такой успех и только двое музыкантов делали это более одного раза: Уоллен (4) и Тейлор Свифт (дважды). Хит-парад Country Airplay возглавил сингл «Doin' This» Люка Комбса, его 14-й подряд лидер радиоэфирного хит-парада[23].
- 28 мая на первом месте хит-парада Hot Country Songs дебютировала песня «You Proof» певца Моргана Уоллена. Это его 6-й кантри-чарттоппер и 5-й сразу оказавшийся на вершине чарта (3-й подряд). В радиочарте Country Airplay в 25-й раз победил Джейсон Олдин, на этот раз с песней «Trouble with a Heartbreak». Он теперь седьмой в списке лидеров по числу номеров один (в этом радиочарте, запущенном в 1990 году) после Кенни Чесни (32 чарттоппера), Тима Макгро (29), Блейка Шелтона (28), Люка Брайана (26), Алана Джексона (26) и Джорджа Стрейта (26)[24].
- 9 июля на первом месте хит-парада Hot Country Songs оказался хит «The Kind of Love We Make» Люка Комбса, 5-й чарттоппер. Сингл «Doin’ This» (лид-сингл с нового альбома Growin’ Up) увеличил рекорд и в мае стал 14-м подряд лидером чарта Country Airplay[25].
- 16 июля оба чарта одновременно возглавила песня «Wasted On You» Моргана Уоллена: Hot Country Songs (в сумме восьмую неделю на вершине) и Country Airplay (3-ю)[26].
- 23 июля чарт Country Airplay возглавила песня «Damn Strait» Скотти Маккрири (5-й его чарттоппер)[27]. 30 июля чарт Hot Country Songs десятую неделю возглавлял сингл «Wasted On You» Моргана Уоллена[28].
- 3 сентября песня «Last Night Lonely» стала 5-м чарттоппером Джона Парди в чарте Country Airplay[29].
- 10 сентября чарт Country Airplay возглавила песня «With A Woman You Love» Джастина Мура (10-й его чарттоппер)[30].
- 15 октября чарт Country Airplay возглавила песня «You Proof» Моргана Уоллена (7-й его чарттоппер), которая уже 8 недель возглавляет Hot Country Songs (одну неделю в мае и остальные осенью)[31]. Это двойное лидерство продлилось и 5 ноября, когда было объявлено об изменениях в подсчётах радиоэфирных голосов[5]
- 12 ноября лидерство в двух чартах — Hot Country Songs и Country Airplay — песни «You Proof» Моргана Уоллена продлилось до 12 и 5 недель, соответственно[32].
- 3 декабря песня «You Proof» Моргана Уоллена вернулась на первое место в Country Airplay (в сумме 6 неделя лидерства) и 15-ю неделю возглавляла чарт Hot Country Songs[33].
- 10 декабря чарт Country Airplay возглавил сингл «Fall in Love» кантри-музыканта Бейли Циммермана. Ранее Циммерман установил исторический рекорд чарта (с 1958), войдя сразу с тремя дебютными в его карьере песнями в Топ-10 Hot Country Songs (3 сентября): «Rock and a Hard Place», «Where It Ends» и «Fall in Love» заняли 6-е, 7-е и 10-е места, соответственно[34].
- 17 декабря Морган Уоллен поставил абсолютный рекорд чарта с его начала в 1958 году, так как он своими синглами занял первые три места: «You Proof» (№ 1), «One Thing at a Time» (№ 2), «Wasted On You» (№ 3). Одновременно «You Proof» был на первом месте в Country Airplay (в сумме 8 неделя лидерства), а Hot Country Songs он возглавлял 17-ю неделю[35][36]. В чарте от 31 декабря она превысила рекорд Country Airplay (с запуска чарта в 1990 году), который был равен 8 неделям на первом месте и принадлежал «It’s Five O’Clock Somewhere» (Алан Джексон и Джимми Баффетт, 2003) и «Amazed» (Lonestar[англ.] (1999), увеличив его до 9 недель на первом месте[37].

## Список
| Дата        | Hot Country Songs[A]        | Hot Country Songs[A]                   | Hot Country Songs[A] | Country Airplay[B]                  | Country Airplay[B]                       | Country Airplay[B] |
| Дата        | Название                    | Исполнитель                            | Ссылка               | Название                            | Исполнитель                              | Ссылка             |
| ----------- | --------------------------- | -------------------------------------- | -------------------- | ----------------------------------- | ---------------------------------------- | ------------------ |
| 1 января    | «Fancy Like»                | Уокер Хейз                             | [ 38 ]               | «Thinking 'Bout You»                | Дастин Линч при участии MacKenzie Porter | [ 39 ]             |
| 8 января    | «Fancy Like»                | Уокер Хейз                             | [ 40 ]               | «Thinking 'Bout You»                | Дастин Линч при участии MacKenzie Porter | [ 41 ]             |
| 15 января   | «Fancy Like»                | Уокер Хейз                             | [ 42 ]               | «Thinking 'Bout You»                | Дастин Линч при участии MacKenzie Porter | [ 43 ]             |
| 22 января   | «Fancy Like»                | Уокер Хейз                             | [ 44 ]               | «Whiskey and Rain»                  | Michael Ray                              | [ 45 ]             |
| 29 января   | «Buy Dirt»                  | Джордан Дэвис при участии Люка Брайана | [ 46 ]               | «Buy Dirt»                          | Джордан Дэвис при участии Люка Брайана   | [ 47 ]             |
| 5 февраля   | «Buy Dirt»                  | Джордан Дэвис при участии Люка Брайана | [ 48 ]               | «Buy Dirt»                          | Джордан Дэвис при участии Люка Брайана   | [ 49 ]             |
| 12 февраля  | «Buy Dirt»                  | Джордан Дэвис при участии Люка Брайана | [ 50 ]               | «You Should Probably Leave»         | Крис Стэплтон                            | [ 51 ]             |
| 19 февраля  | «You Should Probably Leave» | Крис Стэплтон                          | [ 52 ]               | «Freedom Was a Highway»             | Джимми Аллен и Брэд Пейсли               | [ 53 ]             |
| 26 февраля  | «'Til You Can’t»            | Коди Джонсон                           | [ 54 ]               | «Sand in My Boots»                  | Морган Уоллен                            | [ 55 ]             |
| 5 марта     | «'Til You Can’t»            | Коди Джонсон                           | [ 56 ]               | «One Mississippi»                   | Кейн Браун                               | [ 57 ]             |
| 12 марта    | «Buy Dirt»                  | Джордан Дэвис при участии Люка Брайана | [ 58 ]               | «Half of My Hometown»               | Келси Баллерини при участии Кенни Чесни  | [ 59 ]             |
| 19 марта    | «'Til You Can’t»            | Коди Джонсон                           | [ 60 ]               | «To Be Loved by You»                | Паркер Макколлум                         | [ 61 ]             |
| 26 марта    | «'Til You Can’t»            | Коди Джонсон                           | [ 62 ]               | «'Til You Can’t»                    | Коди Джонсон                             | [ 63 ]             |
| 2 апреля    | «'Til You Can’t»            | Коди Джонсон                           | [ 64 ]               | «'Til You Can’t»                    | Коди Джонсон                             | [ 65 ]             |
| 9 апреля    | «'Til You Can’t»            | Коди Джонсон                           | [ 66 ]               | «23»                                | Сэм Хант                                 | [ 67 ]             |
| 16 апреля   | «'Til You Can’t»            | Коди Джонсон                           | [ 68 ]               | «Drunk (And I Don’t Wanna Go Home)» | Эль Кинг и Миранда Ламберт               | [ 69 ]             |
| 23 апреля   | «'Til You Can’t»            | Коди Джонсон                           | [ 70 ]               | «Beers on Me»                       | Диркс Бентли, Breland и Hardy            | [ 71 ]             |
| 30 апреля   | «Don’t Think Jesus»         | Морган Уоллен                          | [ 72 ]               | «Never Say Never»                   | Коул Суинделл / Lainey Wilson            | [ 73 ]             |
| 7 мая       | «'Til You Can’t»            | Коди Джонсон                           | [ 74 ]               | «Never Say Never»                   | Коул Суинделл / Lainey Wilson            | [ 75 ]             |
| 14 мая      | «Wasted on You»             | Морган Уоллен                          | [ 76 ]               | «Never Wanted to Be That Girl»      | Карли Пирс и Эшли Макбрайд               | [ 77 ]             |
| 21 мая      | «Thought You Should Know»   | Морган Уоллен                          | [ 78 ]               | «Doin' This»                        | Люк Комбс                                | [ 79 ]             |
| 28 мая      | «You Proof»                 | Морган Уоллен                          | [ 80 ]               | «Trouble with a Heartbreak»         | Джейсон Олдин                            | [ 81 ]             |
| 4 июня      | «Wasted On You»             | Морган Уоллен                          | [ 82 ]               | [ 83 ]                              |                                          |                    |
| 11 июня     | «Wasted On You»             | Морган Уоллен                          | [ 84 ]               | [ 85 ]                              |                                          |                    |
| 18 июня     | «Wasted On You»             | Морган Уоллен                          | [ 86 ]               | «Take My Name»                      | Parmalee                                 | [ 87 ]             |
| 25 июня     | «Wasted On You»             | Морган Уоллен                          | [ 88 ]               | «Take My Name»                      | Parmalee                                 | [ 89 ]             |
| 2 июля      | «Wasted On You»             | Морган Уоллен                          | [ 90 ]               | «Wasted on You»                     | Морган Уоллен                            | [ 91 ]             |
| 9 июля      | «The Kind of Love We Make»  | Люк Комбс                              | [ 92 ]               | «Wasted on You»                     | Морган Уоллен                            | [ 93 ]             |
| 16 июля     | «Wasted on You»             | Морган Уоллен                          | [ 94 ]               | «Wasted on You»                     | Морган Уоллен                            | [ 95 ]             |
| 23 июля     | «Wasted on You»             | Морган Уоллен                          | [ 96 ]               | «Damn Strait»                       | Скотти Маккрири                          | [ 97 ]             |
| 30 июля     | «Wasted on You»             | Морган Уоллен                          | [ 98 ]               | «Damn Strait»                       | Скотти Маккрири                          | [ 99 ]             |
| 6 августа   | «Wasted on You»             | Морган Уоллен                          | [ 100 ]              | «Damn Strait»                       | Скотти Маккрири                          | [ 101 ]            |
| 13 августа  | «The Kind of Love We Make»  | Люк Комбс                              | [ 102 ]              | «New Truck»                         | Dylan Scott                              | [ 103 ]            |
| 20 августа  | «The Kind of Love We Make»  | Люк Комбс                              | [ 104 ]              | «Like I Love Country Music»         | Браун, Кейн                              | [ 105 ]            |
| 27 августа  | «The Kind of Love We Make»  | Люк Комбс                              | [ 106 ]              | «At the End of a Bar»               | Крис Янг с Mitchell Tenpenny             | [ 107 ]            |
| 3 сентября  | «You Proof»                 | Морган Уоллен                          | [ 108 ]              | «Last Night Lonely»                 | Джон Парди                               | [ 109 ]            |
| 10 сентября | «You Proof»                 | Морган Уоллен                          | [ 110 ]              | «With A Woman You Love»             | Джастин Мур                              | [ 111 ]            |
| 17 сентября | «You Proof»                 | Морган Уоллен                          | [ 112 ]              | «She Had Me at Heads Carolina»      | Коул Суинделл                            | [ 113 ]            |
| 24 сентября | «You Proof»                 | Морган Уоллен                          | [ 114 ]              | «She Had Me at Heads Carolina»      | Коул Суинделл                            | [ 115 ]            |
| 1 октября   | «You Proof»                 | Морган Уоллен                          | [ 116 ]              | «She Had Me at Heads Carolina»      | Коул Суинделл                            | [ 117 ]            |
| 8 октября   | «You Proof»                 | Морган Уоллен                          | [ 118 ]              | «She Had Me at Heads Carolina»      | Коул Суинделл                            | [ 119 ]            |
| 15 октября  | «You Proof»                 | Морган Уоллен                          | [ 120 ]              | «You Proof»                         | Морган Уоллен                            | [ 121 ]            |
| 22 октября  | «You Proof»                 | Морган Уоллен                          | [ 122 ]              | «You Proof»                         | Морган Уоллен                            | [ 123 ]            |
| 29 октября  | «You Proof»                 | Морган Уоллен                          | [ 124 ]              | «You Proof»                         | Морган Уоллен                            | [ 125 ]            |
| 5 ноября    | «You Proof»                 | Морган Уоллен                          | [ 126 ]              | «You Proof»                         | Морган Уоллен                            | [ 127 ]            |
| 12 ноября   | «You Proof»                 | Морган Уоллен                          | [ 128 ]              | «You Proof»                         | Морган Уоллен                            | [ 129 ]            |
| 19 ноября   | «You Proof»                 | Морган Уоллен                          | [ 130 ]              | «5 Foot 9»                          | Tyler Hubbard                            | [ 131 ]            |
| 26 ноября   | «You Proof»                 | Морган Уоллен                          | [ 132 ]              | «Half of Me»                        | Томас Ретт при участии Riley Green       | [ 133 ]            |
| 3 декабря   | «You Proof»                 | Морган Уоллен                          | [ 134 ]              | «You Proof»                         | Морган Уоллен                            | [ 135 ]            |
| 10 декабря  | «You Proof»                 | Морган Уоллен                          | [ 136 ]              | «Fall in Love»                      | Бейли Циммерман                          | [ 137 ]            |
| 17 декабря  | «You Proof»                 | Морган Уоллен                          | [ 138 ]              | «You Proof»                         | Морган Уоллен                            | [ 139 ]            |
| 24 декабря  | «You Proof»                 | Морган Уоллен                          | [ 140 ]              | «You Proof»                         | Морган Уоллен                            | [ 141 ]            |
| 31 декабря  | «You Proof»                 | Морган Уоллен                          | [ 142 ]              | «You Proof»                         | Морган Уоллен                            | [ 143 ]            |

Примечания
- A^ — Country Songs — суммарный кантри-чарт, с учетом интернет-скачиваний (цифровых продаж), потокового контента и радиоэфиров всех форматов.
- B^ — Country Airplay — радиоэфирный кантри-чарт (до 20 октября 2012 года был единственным и основным).

### Комментарии
1. ↑  Наряду с Radio Songs, радиоэфирные чарты Billboard в США включают в себя: Pop Airplay (Mainstream Top 40); Adult Pop Airplay (Adult Top 40); Adult Contemporary; Country Airplay; Rock & Alternative Airplay; Alternative Airplay; Adult Alternative Airplay (Triple A); Mainstream Rock Airplay; R&B/Hip-Hop Airplay; Mainstream R&B/Hip-Hop Airplay; Adult R&B Airplay; Rap Airplay; Rhythmic Airplay; Latin Airplay; Regional Mexican Airplay; Latin Pop Airplay; Latin Rhythm Airplay; Tropical Airplay; Christian Airplay; Christian AC Airplay; Gospel Airplay; Dance/Mix Show Airplay; Smooth Jazz Airplay; и сезонный чарт Holiday Airplay[4].